# 16型フリゲート
16型フリゲート（16がたフリゲート、Type 16 frigates）はイギリス海軍のフリゲートの艦級。15型フリゲートと同様、第二次世界大戦時に建造された戦時急造型駆逐艦を元に、高速対潜艦として改装したものだが、より廉価な2等艦とされている。

## 来歴
イギリス海軍は大西洋の戦いで莫大な出血を強いられたものの、1945年までに、浮上ないし露頂した潜水艦は、もはや重大な脅威ではなくなっていた。しかし1943年ごろより、ドイツ海軍が新世代の水中高速潜の建造を進めているという情報がもたらされはじめていた。UボートXXI型は潜航状態で15～18ノットという高速を発揮でき、ヴァルター機関搭載艦であれば26ノットの発揮すら可能であった。これに対し、「大戦中のイギリスで最も成功した護衛艦」と評されるブラックスワン級スループですら最大速力20ノット弱であり、このような水中高速潜に対しては対処困難と考えられた。
これに対し、1943年中盤より新型フリゲートの検討が開始されており、これは後に12型（ホイットビィ級）および14型（ブラックウッド級）として結実することになる。しかし一方、1949年の時点で、有事にはフリゲート182隻（対潜艦107隻、防空艦59隻、ピケット艦16隻）が必要と見積もられていた。これは、1947年時点の護衛艦552隻という見積もりに比べれば減少したとはいえ、依然としてかなりの隻数であり、全てを新造艦で賄うのは困難であった。また対潜艦に求められる大出力主機の開発が遅延したことから、12型の建造は、当初予定の1945年度計画では実現せず、先送りされていた。
一方、第二次世界大戦中には14次に渡る戦時急造計画駆逐艦が建造されたこともあり、戦争終結時にイギリス海軍が保有する駆逐艦は245隻に及んでいた。1947年春の決定に基づき、大戦前に建造された艦は速やかに退役する一方、残余の艦は、上記の膨大な所要を補う暫定策として、護衛艦に改装されることとなった。まず、当時設計が進められていた12型（ホイットビィ級）と同等の性能を備えた1等艦として、15型が設計された。
しかし15型の改装にはかなりのコストを要することから、1949年1月、造船所局長（Director of Dockyards）は、より限定的な改装基準の策定を示唆し、概略設計は同年3月に海軍本部委員会に提示された。これによって建造されたのが本級である。

## 改装
上記の経緯より、改装範囲は15型よりも限定的なものとなった。上部構造物はほとんど手つかずで、駆逐艦時代と同じく開放型の艦橋が設置されている。また船首楼甲板も駆逐艦時代とほとんど変わらない長さである。電源の強化も限定的で、第2ボイラー室に出力50キロワットのディーゼル発電機1基が追加されたのみとなった。
艦砲は15型と同様の45口径10.2cm連装砲（4インチ砲Mk.16）とされたが、15型では艦後方に搭載されたのに対し、本型では艦橋直前に配された。また方位盤としては、15型では盲目射撃可能なCRBFが搭載されたのに対し、本型では、より単純なSTD（Simple Tachymetric Director）が搭載された。
対潜兵器としては、15型では新世代のリンボー対潜迫撃砲が搭載されたのに対し、本型では戦中世代のスキッドとされた。また駆逐艦時代の21インチ4連装魚雷発射管は維持されたが、これは新開発のMk.20「ビダー」対潜誘導魚雷の運用も想定していた。ただしこの対潜誘導魚雷の開発は後に頓挫した。

## 一覧
| 原型 | 艦名                             | ペナントNo. | 旧ペナントNo. | 改装期間      | 最終状態       |
| ---- | -------------------------------- | ----------- | ------------- | ------------- | -------------- |
| O級  | オーウェル （HMS Orwell）        | F98         | G98           | 1952年        | 解体（1965年） |
| P級  | パラディン （HMS Paladin）       | F169        | G69           | 1954年        | 解体（1962年） |
| P級  | ピタード （HMS Petard）          | F56         | G56           | 1953年-1955年 | 解体（1967年） |
| T級  | ティーザー （HMS Teazer）        | F23         | R23           | 1953年-1954年 | 解体（1965年） |
| T級  | テネイシャス （HMS Tenacious）   | F44         | R45           | 1951年-1952年 | 解体（1965年） |
| T級  | ターマガント （HMS Termagant）   | F189        | R89           | 1952年-1953年 | 解体（1965年） |
| T級  | タープシコリ （HMS Terpsichore） | F19         | R33           | 1953年-1954年 | 解体（1966年） |
| T級  | チューモルト （HMS Tumult）      | F121        | R11           | 1949年-1950年 | 解体（1965年） |
| T級  | タスカン （HMS Tuscan）          | F156        | R56           | 1949年-1950年 | 解体（1966年） |
| T級  | タイリアン （HMS Tyrian）        | F67         | R67           | 1951年-1953年 | 解体（1965年） |

この他、パキスタン海軍に譲渡されたO級駆逐艦「オンズロー（HMS Onslow）」（パキスタン名「ティプー・スルタン（PNS Tippu Sultan）」）と「オンスロート（HMS Onslaught）」（同じく「トゥグリル（PNS Tughril）」）は、1957年ないし1959年にイギリスに返還された後、16型フリゲートに倣った改装が施された。